# Wittdün auf Amrum
Wittdün auf Amrum (friesisch: Witjdün, dänisch: Vitdyn) ist eine der drei Gemeinden auf der Nordseeinsel Amrum.

## Geographie

### Geographische Lage
Das Gemeindegebiet von Wittdün auf Amrum erstreckt sich im Süden der bezeichneten Insel, die zum Archipel der Nordfriesischen Inseln zählt. Die Gemeinde zählt als Inselort zur naturräumlichen Haupteinheit Nordfriesische Geestinseln. Das Gemeindegebiet umfasst auch den im Rücken nördlich der nach Osten vorspringenden Landzunge gelegenen Bereich des sogenannten Wittdüner Marschkoogs.

### Gemeindegliederung und Nachbargemeinden
Die Gemeinde besteht siedlungsgeographisch aus dem gleichnamigen Seeheilbad und der Einzelsiedlung Heide-Kate als weiterem Wohnplatz. Dieser wurde ursprünglich als Wirtshaus bezeichnet und befindet sich westlich der Ortslage an der Inselstraße. Darüber hinaus gibt es auch noch die Siedlungsplätze Zeltplatz I und II, die im Wohnplatzverzeichnis zur Volkszählung 1987 ebenfalls als Wohnplätze geführt wurden.
Als südlichster Inselort besitzt Wittdün bloß eine Nachbargemeinde, Nebel, die sich im Norden anschließt. Die Grenze wird im östlich gelegenen Marschenbereich abgebildet durch den Bachlauf Das Gattel. Zu allen anderen Himmelsrichtungen ist es vom Wattenmeer im Nationalpark Schleswig-Holsteinisches Wattenmeer eingefasst.

### Ortsbeschreibung
Das Gemeindegebiet wurde im Ursprung in einem unbesiedelten Dünengelände gebaut. Dieses liegt an der Südflanke einige Meter höher als auf der Nordseite. Der Ort erstreckt sich entlang der Landesstraße 215, der „Inselstraße“, von der Südostspitze Amrums etwa einen Kilometer Richtung Westen. Er hat mit seinen vielen Geschäftshäusern teilweise ein kleinstädtisches Gepräge. Die nach Osten zeigende „Südspitze“ ist von einer doppelten „Wandelbahn“ umgeben. Westlich des Ortes liegen zwei Campingplätze, südwestlich mehrere Dünenseen, darunter der Wriakhörnsee. Nördlich der Landesstraße, westlich des Ortes, liegt eine ehemalige Vogelkoje. Nördlich des Ortes befindet sich ein Seezeichenhafen.

## Geschichte

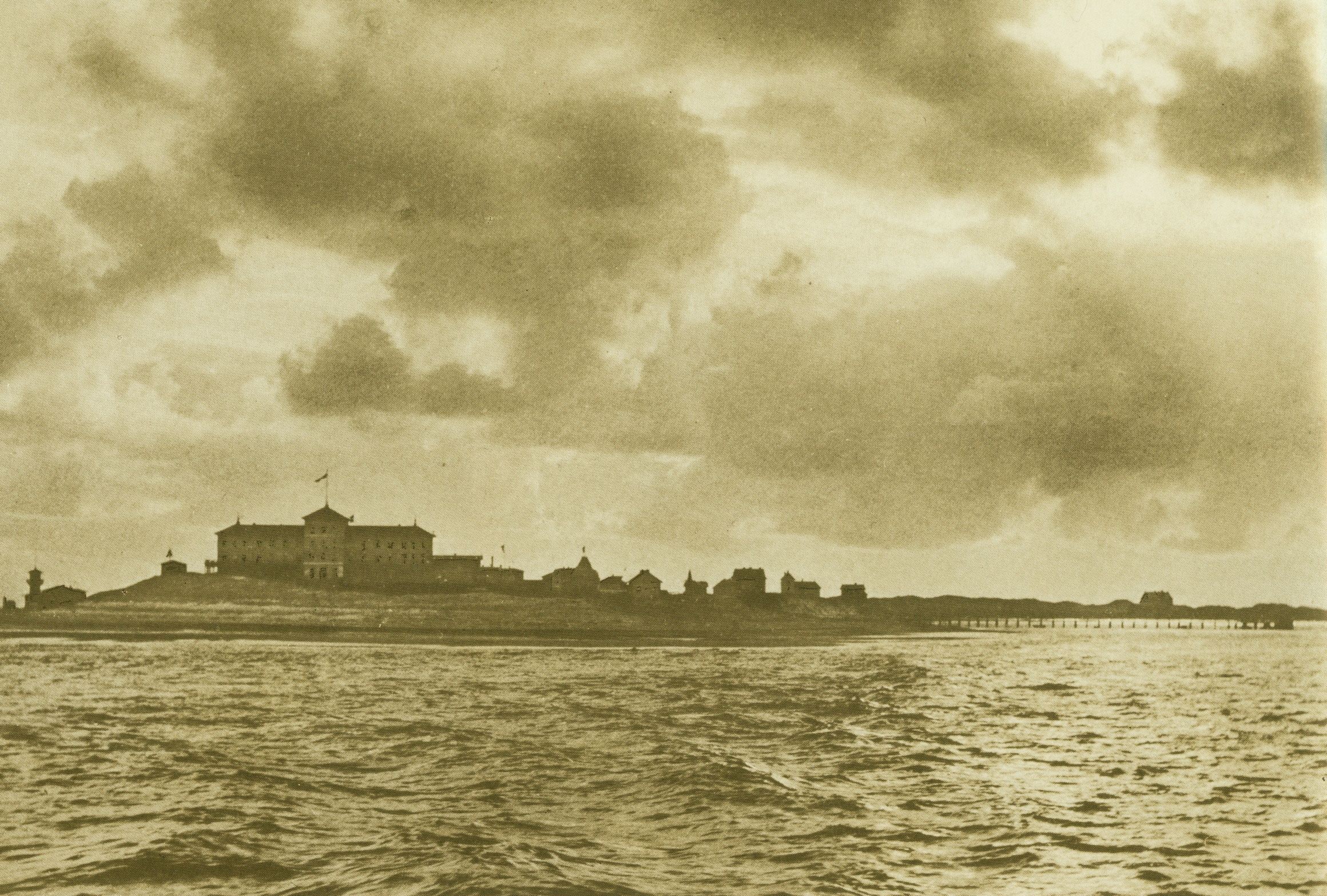
Blick auf Wittdün im Jahr 1895 mit der charakteristischen Silhouette des Kurhauses als größtes Gebäude auf der Südspitze Amrums

Wittdün ist, anders als die übrigen Orte der Insel, ein relativ junger Ort. Er wurde im Jahr 1890 an einem neuen Fähranleger zum Festland als Urlaubsort gegründet. Der Name bedeutet Weiße Düne zu nordfriesisch witj und dün – was darauf hinweist, dass der Süden Amrums bis zum Ende der 1880er-Jahre eine unbesiedelte Dünenlandschaft war. Hintergrund war die Furcht vieler Amrumer vor dem Verfall der inselfriesischen Kultur durch Badegäste aus dem Süden. So glaubten damals viele Insulaner durch die Konzentration des beginnenden Bädertourismus auf einen Ort im Süden der Insel die einheimischen Dorfgemeinschaften vor „neuen Moden“ und „Luxus“ schützen zu können. Ein erster Antrag eines Kurgastes von Wyk auf Föhr zur Gründung eines Seebades auf Amrum war noch im September 1885 von der Gemeinde Amrum abgelehnt worden, „da man den Verderb der guten hiesigen Sitten durch Badeleute befürchten muss […].“
Im Jahr 1889 hatte der in Süddorf wohnende Amrumer Kapitän und Strandvogt Volkert Martin Quedens mehrere Hektar Dünenland auf der Südspitze der Insel erworben, eine aus Wellblech-Fertigteilen bestehende Unterkunft mit 29 Gästezimmern erbauen lassen und die erste Badesaison eröffnet. Der Helgoländer Kapitän Paul Köhn ließ kurz darauf ein Strandhotel erbauen. Nach ihm ist bis heute ein zur Wandelbahn führender Fußweg im Ort benannt – Köhns Übergang. Die Provinzialregierung in Schleswig erteilte am 10. Mai 1890 eine Badekonzession. Zwei Jahre später verwirklichte die eigens gegründete Aktiengesellschaft Wittdün-Amrum (AGWA) des aus Tondern stammenden Hoteliers Heinrich Andresen mehrere große Bauvorhaben auf der Südspitze der Insel, darunter die Häuser Kurhaus und Kaiserhof sowie weitere Hotels, Villen und Logierhäuser.

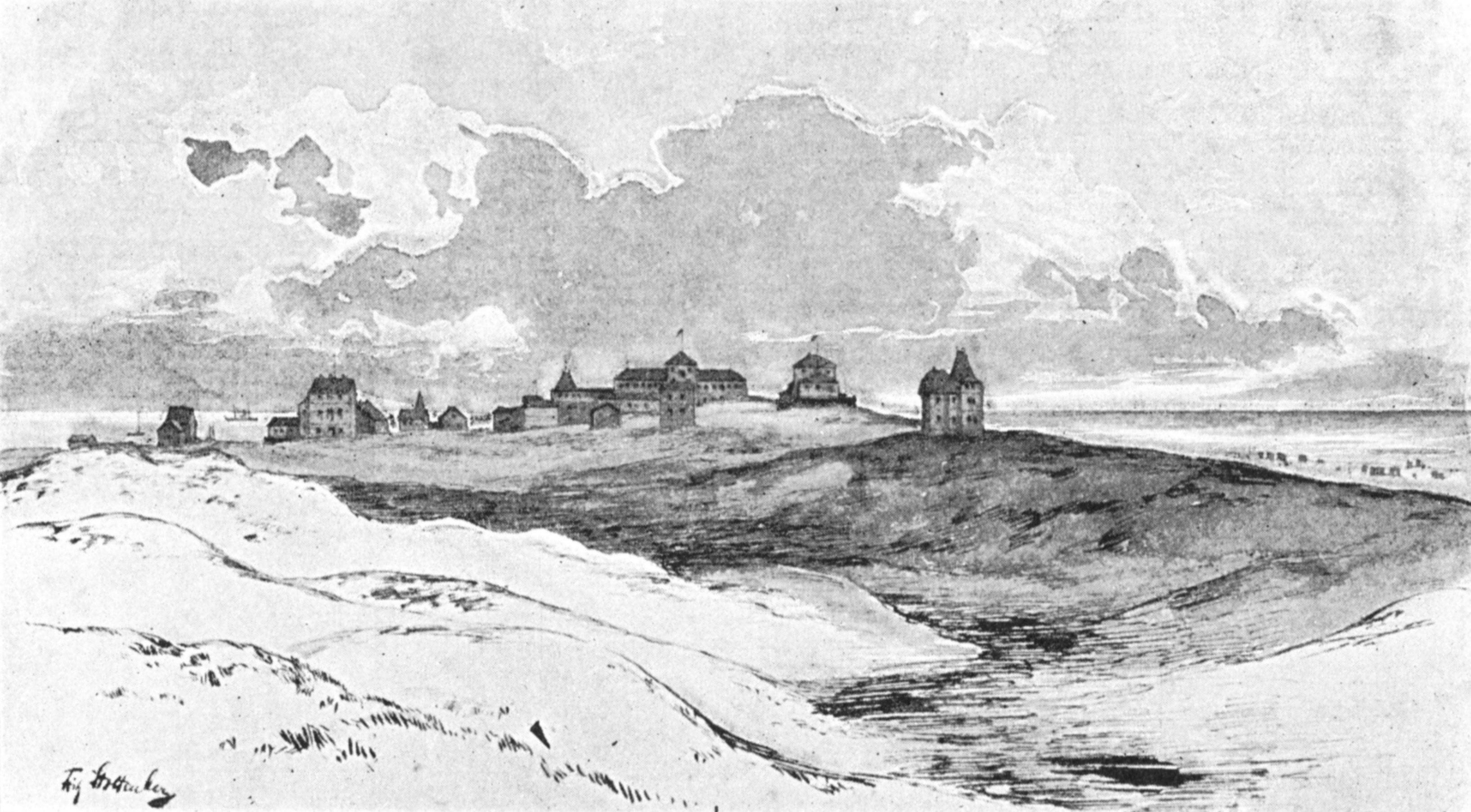
Historische Darstellung des Badeortes Wittdün, Ansicht von Westen. Aquarell von Fritz Stoltenberg, etwa 1895

Während der Badesaison fuhren vier Schiffslinien den wachsenden Badeort vom Festland aus an, und für den Transport der Badegäste zum Strand auf dem Kniepsand wurde 1893 ein Vorläufer der späteren Amrumer Inselbahn erbaut. Am Südstrand Wittdüns entstand eine erste aus Holz gebaute Uferpromenade, die 1914 nach Beschädigungen durch Sturmfluten durch eine gemauerte Promenade ersetzt wurde. In der Sommersaison des Jahres 1895 waren etwa 2600 Gäste gezählt worden; der Badeort Wittdün lebte ausschließlich vom Fremdenverkehr und bot seinen Gästen ein feudales Gesellschaftsleben ähnlich dem anderer wilhelminischer Seebäder. Wittdün wurde lange als Kolonie geführt. Am 13. Oktober 1912 wurde der Ort aus der bis dahin die gesamte Insel umfassenden Gemeinde Amrum ausgegliedert und damit eine eigenständige Gemeinde.
Bereits 1906 hatte die AGWA aufgrund von Umsatzeinbußen Konkurs anmelden müssen. Der auf die wilhelminische Gesellschaft ausgerichtete Bädertourismus brach in Wittdün wenige Jahre später infolge des Ersten Weltkriegs vollständig zusammen; die Zeit bis in die frühen 1920er-Jahre war von Konkursen und Immobilienspekulation geprägt. Nach einer kurzen Phase der Stabilisierung des Fremdenverkehrs wiederholte sich der Einbruch des Tourismusgeschäfts mit dem Zweiten Weltkrieg; die Inselbahn wurde 1939 eingestellt. In vielen Hotels des Ortes wurden nach dem Krieg Flüchtlinge und Vertriebene untergebracht. Etliche andere Häuser wurden in Kinderheime umgewandelt, so dass deren Bettenzahl bis in die 1960er-Jahre ungefähr doppelt so hoch war wie die Zahl der Betten für Kurgäste. Beginnend nach 1950 hatte sich der Fremdenverkehr jedoch zum Positiven entwickelt, und im Jahr 1956 erhielt Wittdün durch den Bau eines Kurmittelhauses den Status eines Heilbades.

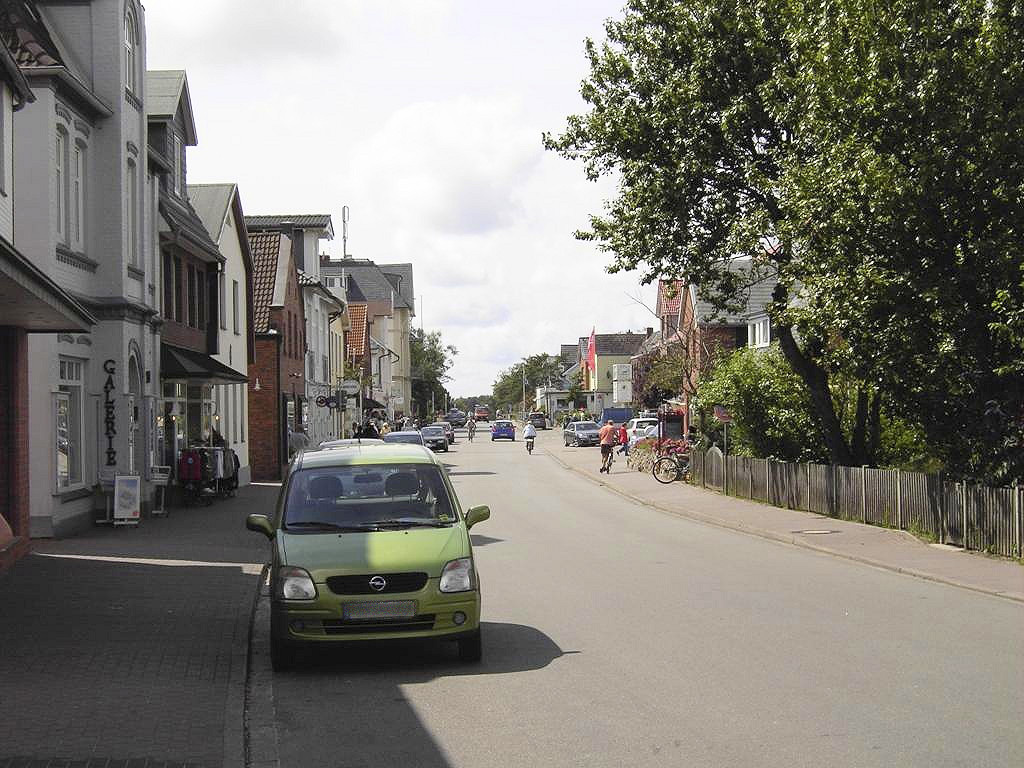
Wittdüns Hauptstraße in der Ortsmitte, Ansicht von Osten (2010)

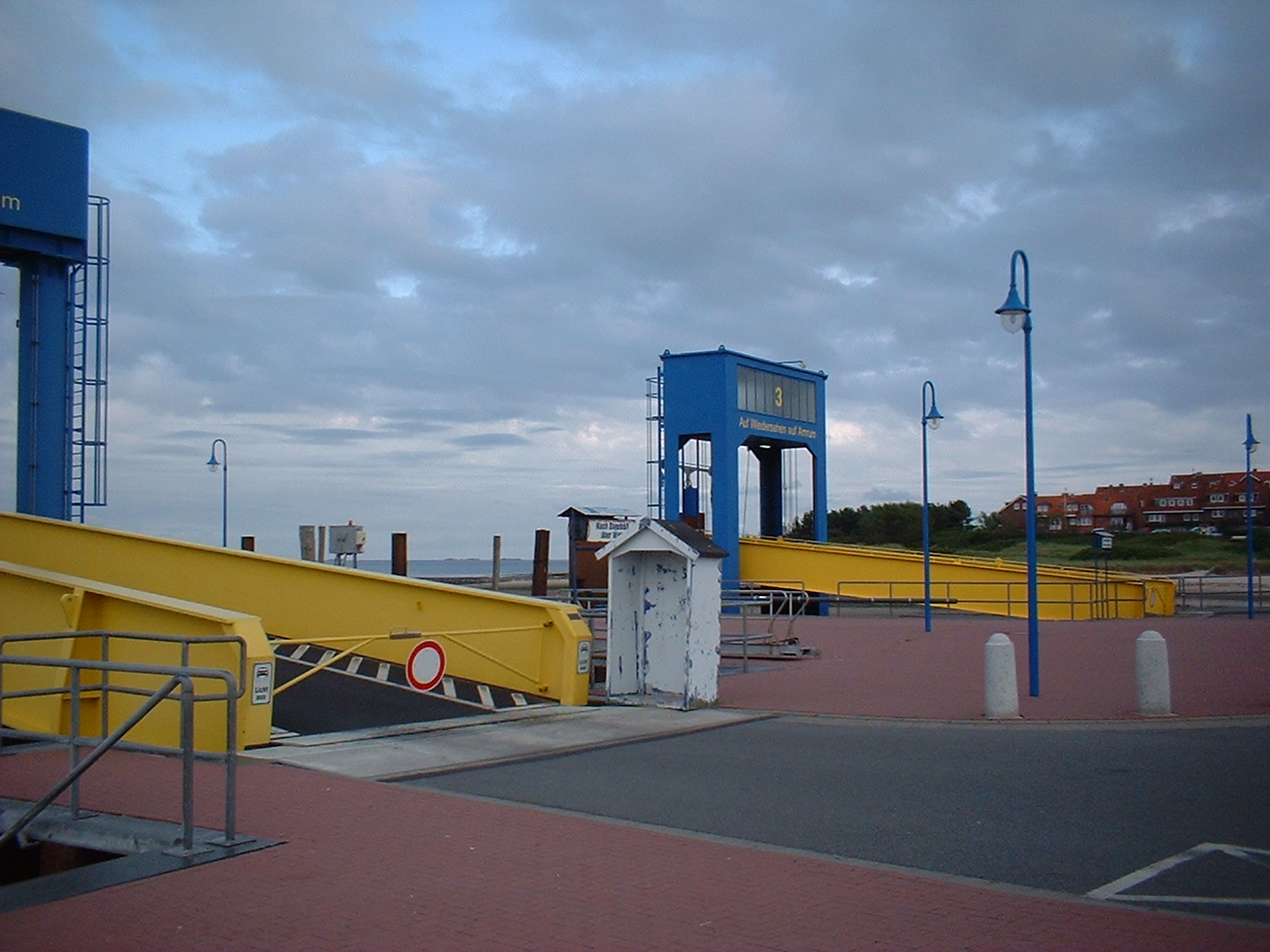
Anleger im Wittdüner Fährhafen (2004). Rechts im Hintergrund Wohnhäuser auf der Amrumer Südspitze

In den 1970er-Jahren ließ die Bedeutung der Kinderheime in Wittdün nach; viele davon wurden abgerissen und an ihrer Stelle entstanden Apartmenthäuser mit Eigentumswohnungen zum Verkauf an Auswärtige. Auch das 1892 errichtete Kurhaus, dessen Umrisse seitdem die Silhouette der Südspitze Amrums geprägt hatten, wurde 1974 abgerissen. Das Gelände blieb in Gemeindebesitz und wurde später entlang der Straße Südspitze mit Häusern für Einheimische bebaut. Wittdün entwickelte sich in dieser Zeit zum Mittelpunkt des Amrumer Geschäftslebens. 1976 wurde die hölzerne Anlegebrücke durch eine asphaltierte Betonbrücke ersetzt.
Die Gemeinde Wittdün bildete mit den Gemeinden Nebel und Norddorf bis zum 31. Dezember 2006 das Amt Amrum, das im Amt Föhr-Amrum aufgegangen ist.
Am 27. April 2009 erhielt die Gemeinde den Namenszusatz auf Amrum und heißt seitdem Wittdün auf Amrum.

## Politik
Die Wittdüner Wählergemeinschaft (WWG) hält in der Gemeindevertretung seit der Kommunalwahl 2018 alle elf Sitze. Zur Wahl 2018 hatten sich CDU, SPD und Wittdüner Bürgerblock (WBB) zur WWG zusammengeschlossen. Bei der Kommunalwahl 2023 wurde dieses Ergebnis, bei einer Wahlbeteiligung von 47,6 Prozent, bestätigt.
Seit 2018 ist Heiko Müller Bürgermeister. Zuvor bekleidete Jürgen Jungclaus seit 2007 dieses Amt.

## Religion
Die evangelische Kapelle Wittdün wurde 1903 nach Plänen des Hamburger Architekten Hugo Groothoff gebaut. Eine 1905 errichtete römisch-katholische Kapelle wurde später zugunsten einer Drogerie abgerissen.

## Wirtschaft und Verkehr
Wittdün ist ein Seeheilbad. Der Tourismus bildet die Haupteinnahmequelle. Im Jahr 2012 wurden 343.872 Übernachtungen gezählt (ohne Übernachtungen in Kinderheimen und der Jugendherberge). Im Jahr 1971 hatte der Ort ein Meerwasserschwimmbad erhalten, dessen Außenbecken 1984 mangels Rentabilität stillgelegt werden musste. 1988 folgte der Bau eines neuen Kurmittelhauses. Heute verfügt Wittdün über ein Meerwasserwellenbad und ein Thalasso-Zentrum.
In Wittdün liegt der einzige Amrumer Fährhafen; er verfügt über zwei Anleger für die Fährschiffe der Wyker Dampfschiffs-Reederei Föhr-Amrum (W.D.R.) sowie einen Anleger für Fahrgastschiffe anderer Linien. Vom Fährhafen werden der Festlandhafen Dagebüll, Wyk auf Föhr und zeitweise der Festlandhafen Schlüttsiel über Hooge und Langeneß mit RoPax-Schiffen der Wyker Dampfschiffs-Reederei angelaufen. Nach Hörnum und Nordstrand bestehen Schiffsverbindungen der Sylter Reederei Adler-Schiffe. Seit dem Neubau 1976 hatte der Hafen über drei Anleger für Fährschiffe verfügt; die dritte Fährbrücke wurde jedoch 2013 auf Grund ihres Alters und des eingeschränkten Verkehrs auf der W.D.R.-Halliglinie abgebaut. Im Seezeichenhafen sind unter anderem der Tonnenleger Amrumbank des Wasserstraßen- und Schifffahrtsamts Elbe-Nordsee sowie der Seenotrettungskreuzer Ernst Meier-Hedde und das Ausflugsschiff Eilun beheimatet.
Busse der W.D.R. verkehren zu allen Inseldörfern außer Steenodde.